# گردهمایی سالانه مقاومت ایران
گردهمایی سالانه مقاومت ایران روز شنبه اول ژوئیه ۲۰۱۷ (۱۰ تیر ۱۳۹۶)، در ویلپنت پاریس، با شرکت ایرانیان و پشتیبانان اپوزیسیون ایران از سراسر جهان برگزار شد. در این گردهمایی با عنوان «به پیش با مقاومت ایران، تغییر رژیم در دسترس است»، صدها تن از مقامات و هیئت‌های نمایندگی از اروپا، آمریکا، کانادا و خاورمیانه عربی حضور داشتند و شماری از آنان سخنرانی کردند.
این گردهمایی که گروه‌های مختلف جامعه ایران را نمایندگی می‌کند، خواستار سرنگونی رژیم حاکم بر ایران شد. مریم رجوی، رئیس جمهور برگزیده مقاومت در سخنرانی اش در این گردهمایی گفت: «این گردهمایی تحت تأثیر سه رویداد بزرگ است: انتقال اعضای مجاهدین به خارج از عراق، شکست سیاست مماشات آمریکا و اروپا با رژیم، و شکست خامنه‌ای در انتخابات فرمایشی».
در این گردهمایی هزاران تن از اعضای سازمان مجاهدین خلق که از اردوگاه لیبرتی در عراق به آلبانی منتقل شدند از طریق ویدیو کنفرانس شرکت کردند.

## شخصیت‌های شرکت کننده
در گردهمایی یکم ژوئیه صدها شخصیت با گرایش‌های سیاسی مختلف از سراسر جهان شامل هیئت‌های پارلمانی و کارشناسان سیاست خارجی و امنیت ملی از آمریکای شمالی و اروپا و شخصیت‌ها و مسئولینی از کشورهای عربی و اسلامی شرکت داشتند.
تعدادی از شخصیت‌های شرکت کننده در این مراسم عبارت بودند از: نوت گینگریچ، رئیس پیشین مجلس نمایندگان آمریکا، رودی جولیانی، شهردار سابق نیویورک، جان بولتون، سفیر پیشین آمریکا در سازمان ملل، سناتور جو لیبرمن، لویی فری، تام ریج، مایکل موکیزی، ترکی فیصل، از عربستان سعودی، میشل دوپولور نماینده مجلس ملی فرانسه، لیندا چاوز مدیر پیشین روابط عمومی کاخ سفید و نصر الحریری عضو هیئت اپوزیسیون سوریه. در این کنفرانس، هیئت‌هایی پارلمانی از بریتانیا و ایتالیا، هیئت بزرگی از آلبانی به ریاست نخست‌وزیر پیشین این کشور، هیئتی از رهبران اپوزیسیون سوریه، شخصیت‌هایی از الجزایر به ریاست احمد غزالی، هیئتی پارلمانی از مصر و هیئت‌هایی پارلمانی از فلسطین، اردن تونس و کشورهای اروپایی، مشارکت داشتند.

## سخنان مریم رجوی
مریم رجوی، در گردهمایی اول ژوئیه ۲۰۱۷ گفت: تنها راه نجات مردم ایران از ستم استبداد دینی و استقرار صلح و ثبات در منطقه، سرنگونی نظام ولایت فقیه است و یک آلترناتیو دموکراتیک و مقاومت سازمان‌یافته، برای به زیر کشیدن آن وجود دارد. رجوی در بخش دیگری از سخنان خود افزود: خامنه‌ای در انتخابات نمایشی ریاست جمهوری، از ترس تکرار قیام ۸۸ از طرح خود برای بیرون آوردن رئیسی جلاد قتل‌عام ۶۷، از صندوق‌های رأی، عقب‌نشینی کرد و این شکست تمامیت رژیم بود. این درحالی است که دور دوم ریاست روحانی هم تأثیری در بن‌بست نظام ندارد. … این نظام نه اصلاح شدنی است و نه مهار شدنی چرا که بیش از سه دهه امتیاز دادن‌های غرب تغییری در این رژیم ایجاد نکرده است. وی تصریح کرد که ما نه پول می‌خواهیم؛ نه سلاح. حرف ما این است که حق مردم ایران برای سرنگونی رژیم ولایت فقیه را به رسمیت بشناسید. رجوی ضمن استقبال از مواضع کنفرانس سران عربی، اسلامی و آمریکا در ریاض علیه رژیم ایران گفت: راه‌حل بحران منطقه و مقابله با گروه‌هایی مانند داعش در سرنگونی این رژیم به دست مردم و مقاومت است. رجوی از ملل متحد، اتحادیه اروپا و آمریکا و کشورهای منطقه خواست که مقاومت مردم ایران برای سرنگونی این فاشیسم دینی را به رسمیت بشناسند. او همچنین خواستار اخراج این رژیم از ملل متحد و سازمان همکاری اسلامی و واگذاری کرسی‌های ایران به مقاومت ایران شد. مریم رجوی خواستار لیست گذاری سپاه پاسداران و اخراج آن از سراسر منطقه شد. او همچنین خواست که خامنه‌ای و سران رژیم را به خاطر نقض حقوق بشر و جنایت علیه بشریت به ویژه قتل‌عام ۶۷ و به خاطر جنایت جنگی در منطقه در مقابل عدالت قرار دهند.

## سخنان شخصیت‌ها
- جان بولتون نماینده پیشین آمریکا در سازمان ملل متحد گفت رفتار این رژیم هیچ تغییری نکرده است. تنها راه همانا تغییر این رژیم می‌باشد، و ما حاضران در این جمع پیش از سال ۲۰۱۹ در تهران جشن خواهیم گرفت.[۹][۱۰][۱۱]
- رودی جولیانی گفت تنها راه ثبات در خاورمیانه و جهان از موضوع کنفرانس مجاهدین خلق - "ایران آزاد"- می‌گذرد. وی گفت سازمان مجاهدین خلق به «آزادی مذهب، آزادی زنان، انتخابات آزاد، حقوق بشر و حکومت قانون» باور دارند.[۱۲]
- نوت گینگریچ رئیس مجلس نمایندگان سابق آمریکا در سخنرانی اش گفت: «ایران بایستی از دیکتاتوری رها شود»[۱۳]
- ترکی الفیصل رئیس مرکز مطالعات اسلامی ملک فیصل در کنفرانس پایس گفت که نظام ایران «بزرگترین حامی تروریسم در جهان است». وی تأکید کرد که انتخابات در ایران، «غیر دمکراتیک و غیر مشروع است زیرا خامنه‌ای همچون همه دیکتاتورها، نامزدها را تعیین می‌کند». او افزود: «مقامات رژیم ایران بایستی به دادگاه جنایات جنگی تحویل داده شوند»[۶][۱۴]

## بیانیه متحد دو حزبی
پیش از برگزاری این گردهمایی هیئت آمریکایی شرکت کننده در گردهمایی مقاومت ایران شامل ۲۹ شخصیت برجسته آمریکایی طی بیانیه متحد دو حزبی از این گردهمایی و مریم رجوی حمایت کرده بودند. در قسمتی از این بیانیه آمده است: «با یک سابقه طولانی فراحزبی در خدمت به مردم آمریکا، ما امروز در کنار هم می‌ایستیم تا نظراتمان را در قبال سیاست ایالات متحده در قبال ایران و خاورمیانه ابراز کنیم. ما این کار را در همبستگی با هزاران ایرانی که روز اول ژوئیه در پاریس برای گردهمایی سالانه اپوزیسیون ایران جمع می‌شوند، انجام می‌دهیم. رژیم ایران امروز یک مسئولیت تاریخی بخاطر بی‌ثباتی و بحران در منطقه بر عهده دارد. این رژیم ۳۸ سال با سرکوب و بی‌توجهی کامل به حقوق بشر در ایران و صدور افراطی گری و تروریسم به خارج، خود را در قدرت نگهداشته است. … ما معتقدیم که برآمد درست و اجتناب ناپذیر بحران در منطقه، برقراری حاکمیت مردمی توسط مردم ایران است به نحوی که مردم ایران بتوانند رهبری جدید مشروع و مورد احترام خود را آزادانه انتخاب کنند. ما معتقدیم که تغییر در ایران در دسترس است،... شورای ملی مقاومت ایران، در امتداد سفر طولانی اعضای خود که بیش از نیم قرن قبل شروع شده است، دارای آینده نگری، رهبری و شهامت برای پیشتازی این راه، جهت ایجاد یک ایران جدید است. ...»

## دیدار مریم رجوی با رودی جولیانی
روز جمعه ۳۰ ژوئن ۲۰۱۷ مریم رجوی با شهردار رودی جولیانی در مقر شورای ملی مقاومت ایران در اور سور آواز شمال پاریس ملاقات نمود. در این دیدار جولیانی شهردار سابق نیویورک تأکید کرد که رژیم ایران فعال‌ترین کشور حامی تروریسم و افراطی گری در سه دهه گذشته بوده و حسن روحانی یک بازیگر اصلی در پیگیری اهداف شوم این رژیم از جمله تکثیر تسلیحات کشتار جمعی بوده است. وی گفت، اجماع فزاینده‌ای در آمریکا وجود دارد که سیاست مماشات غرب با رژیم ایران یک شکست کامل بوده است. او افزود که ضرورت تحقق تغییر هرچه بیشتر فراگیر می‌شود. جولیانی حمایت خود را از تلاش‌های رجوی در ایجاد دموکراسی و حقوق بشر در ایران ابراز داشت و اشاره کرد که مقاومت ایران یک آلترناتیو فعال و قابل اتکا برای رژیم قرون وسطایی حاکم بر ایران می‌باشد.
رجوی از تلاش‌های جولیانی در کارزاری که به انتقال امن اعضای مقاومت ایران از عراق به سایر کشورها ازجمله آلبانی منجر شد، تشکر کرد.

## برگزاری پنل‌ها
روز جمعه ۳۰ ژوئن ۲۰۱۷، سه پنل جداگانه در مورد اپوزیسیون ایران و مقابله با رژیم ایران در پاریس برگزار شد. این مجموعه گفتگوها که آرایشی از شخصیت‌های سیاسی در آن‌ها شرکت داشتند و توسط مؤسسه برای مطالعه خاورمیانه و ائتلاف برای آگاهی عمومی ترتیب داده شده بود، تمرکز بر روی بررسی سیاسی و تحولات ایران بود. تعدادی از شخصیت‌های برجسته سیاسی در این پنل‌ها عبارت بودند از: سید احمد غزالی، نخست وزیر سابق الجزایر، جوزف لیبرمن و کنیس بلکول سفیر سابق ایالات متحده در کمیسیون حقوق بشر سازمان ملل در ژنو. سه پنل برگزار شده که شامل ده‌ها سخنران بود، پیش درآمدی بر گردهمائی ایران آزاد در روز شنبه در پاریس بود.
پنل اول توسط لینکولن بلومفیلد معاون سابق وزیر خارجه آمریکا در امور سیاسی – نظامی، اداره شد و تمرکز آن بر بررسی سیاست فعلی در رابطه با ایران بود.
پنل دوم که با عنوان نقش ایران در منطقه برگزار شد توسط آلخو ویدال کوادراس نائب رئیس سابق پارلمان اروپا اداره گردید. مباحثات این پنل متمرکز بر استراتژی ژئوپلیتیک ایران در منطقه شامل حضور آن در سوریه و عراق و همچنین تغییرات ژئوپلیتیک جاری در این منطقه بود…
پنل آخر با عنوان وضعیت در ایران و نقش اپوزیسیون توسط لینکولن بلومفیلد برگزار شد و در این پنل سناتور سابق رابرت توریسلی به همراه دیگر شرکت کنندگان در پنل در مورد نقش اپوزیسیون ایران در ایجاد تغییر در داخل ایران گفتگو کردند.

## پیام زندانیان سیاسی
زندانیان سیاسی بلوچ در زندان مرکزی زاهدان شامل چند تن از روحانیان اهل سنت، هموطنان و خصوصاً قوم بلوچ و اهل سنت را به شرکت در این گردهمایی فراخواندند.
همچنین جمعی از زندانیان سیاسی اوین و گوهردشت طی بیانیه‌ای نوشتند: «سلام و درود ما از زندان نثار مقدم همه ستارگان این کهکشان که چهره دموکراتیک، منسجم و تسلیم ناپذیر ایران و ایرانی را به دنیا معرفی می‌کند.» زندانیان سیاسی علی معزی، ارژنگ داوودی، ابوالقاسم فولادوند، شاهین ذوقی تبار و مهدی فراحی شاندیز از زندان‌های مختلف، طی بیانیه‌های جداگانه همبستگی خود را با گردهمایی مقاومت در اول ژوئیه ۲۰۱۷ در ویلپنت اعلام داشتند.

## ویژگی گردهمایی ۲۰۱۷
- لیندا چاوز مدیر برنامه گردهمایی و از مقامات دولت ریگان طی مقاله‌ای نوشت: «آنچه گردهمایی امسال را از سالهای قبل متمایز می‌کند، حمایت‌های گسترش یابنده جدیدی است که از مریم رجوی و گروه او درکوچه و خیابان ایران به‌صورتی چشمگیر و قابل رویت به عمل آمده است. در سال گذشته، بیش از ۷۰۰۰ تظاهرات علیه حکومت بوقوع پیوسته است که از زمان جنبش ۲۰۰۹ تا کنون، مشاهده نشده بود. وی گفت: اگر آمریکا می‌خواهد جلوی ایران را در مداخله کردن در سوریه و جاهای دیگر در منطقه بگیرد و به برنامه اتمی آن خاتمه دهد – و نه فقط یک توقف موقتی – موثرترین راه، به رسمیت شناختن اپوزیسیون رژیم مذهبی ایران خواهد بود.[۲۲][۲۳][۲۴][۲۵]
- بوستون گلوب روز شنبه اول ژوئیه ۲۰۱۷ گزارش داد ده‌ها هزار ایرانی در پاریس گرد هم آمده‌اند تا از فری ایران حمایت کنند. آنچه تجمع امسال را متفاوت می‌کند حمایت محسوس اخیر از سازمان مجاهدین خلق ایران در داخل ایران است.[۲۶]
- یک رسانه عربی نوشت: این گردهمایی در شرایط حساس داخلی و منطقه‌ای و بین‌المللی برگزار می‌شود و این در حالی است که نارضایتی عمومی در ایران و حمایت رژیم تهران از تروریسم در منطقه افزایش یافته است و آمریکا ایده حمایت از تغییر مسالمت آمیز از رژیم را اعلام نموده است.[۲۷]

## حاشیه ها
بر اساس گزارش روزنامه گاردین و وال استریت ژورنال مقامات آمریکایی برای حضورو سخنرانی در اجلاس این سازمان از این گروه پول دریافت می کنند. این روزنامه اسامی دهها مقام امریکایی از جمله اعضای مجلس نمایندگان ، سناتور ها و مقاماتی همچون رودی جولیانی وکیل ترامپ ، جان بولتون مشاور امنیت ملی وی ، نوت گینگریچ رئیس مجلس نمایندگان سابق آمریکا از جمله دریافت کنندگان پول از این سازمان هستند.